# Kevin Vanbeuren
Kevin Vanbeuren (31 januari 1981) is een Belgisch voetballer die anno 2012 uitkomt voor Zonhoven VV. Vanbeuren is een verdediger.

## Biografie
Vanbeuren startte z'n carrière bij RC Genk. Hij maakte in het seizoen 1999-2000 de overstap naar de A-kern. Hij won met Genk een landstitel (2002) en een Beker van België (2000). Hij speelde in de Champions League tegen AEK Athene en Real Madrid.
In het seizoen 2003-2004 werd hij, net als vele andere Genk-spelers, verhuurd aan Heusden-Zolder. In 2004 werd hij verkocht aan Dessel Sport. Vanbeuren speelde later nog voor KSK Tongeren, KVV Heusden-Zolder, Patro Maasmechelen, Zonhoven VV en Weerstand Zonhoven.